# Уилям Хамилтън
Сър Уилям Хамилтън (на английски: William Hamilton) е шотландски дипломат, антиквар, археолог и вулканолог.

## Биография
Хамилтън е четвъртият син на лорд Арчибалд Хамилтън, губернатор на Ямайка. Назначен е в 3rd Foot Guards през 1747 г. и повишен в чин лейтенант през 1753. Напуска армията след женитбата си на 25 януари 1758 с Катерин Барлоу, дъщеря на Hugh Barlow. Катерин умира на 25 август 1782. Двойката няма деца.
Хамилтън е посланик на Великобритания в Неаполитанското кралство от 1764–1800. През това време изучава местните вулканични дейности и земетресения и написва книга за древния римски град Помпей. Колекционира гръцки вази и други антики, продавайки част от колекцията си на Британския музей през 1772. През 1798 г. малка част от втората колекция потъва с кораба HMS Colossus, докато е транспортирана към Великобритания. Оцелялата част от втората колекция е каталогизирана за продажба в аукционната къща Christie's и закупена от Томас Хоуп. Други книги на Хамилтън са „Antiquités étrusques, grecques et romaines“ (1766–67) и „Observations on Mount Vesuvius“ (1772).
През 1786 г., красива млада дама е изпратена при сър Уилям от племенника му Чарлс Гревил, в замяна на дълговете му към Хамилтън. Като повечето мъже, попаднали в полезрението ѝ, сър Уилям е запленен от Ема Лайън. Тогава той е на 60 години, а тя на 26. Двамата се венчаят на 6 септември 1791 в Лондон. По-късно тя става любовница на Хорацио Нелсън, личност, на която Хамилтън се възхищава много, и насърчава връзката им.